# Nicholas Latifi

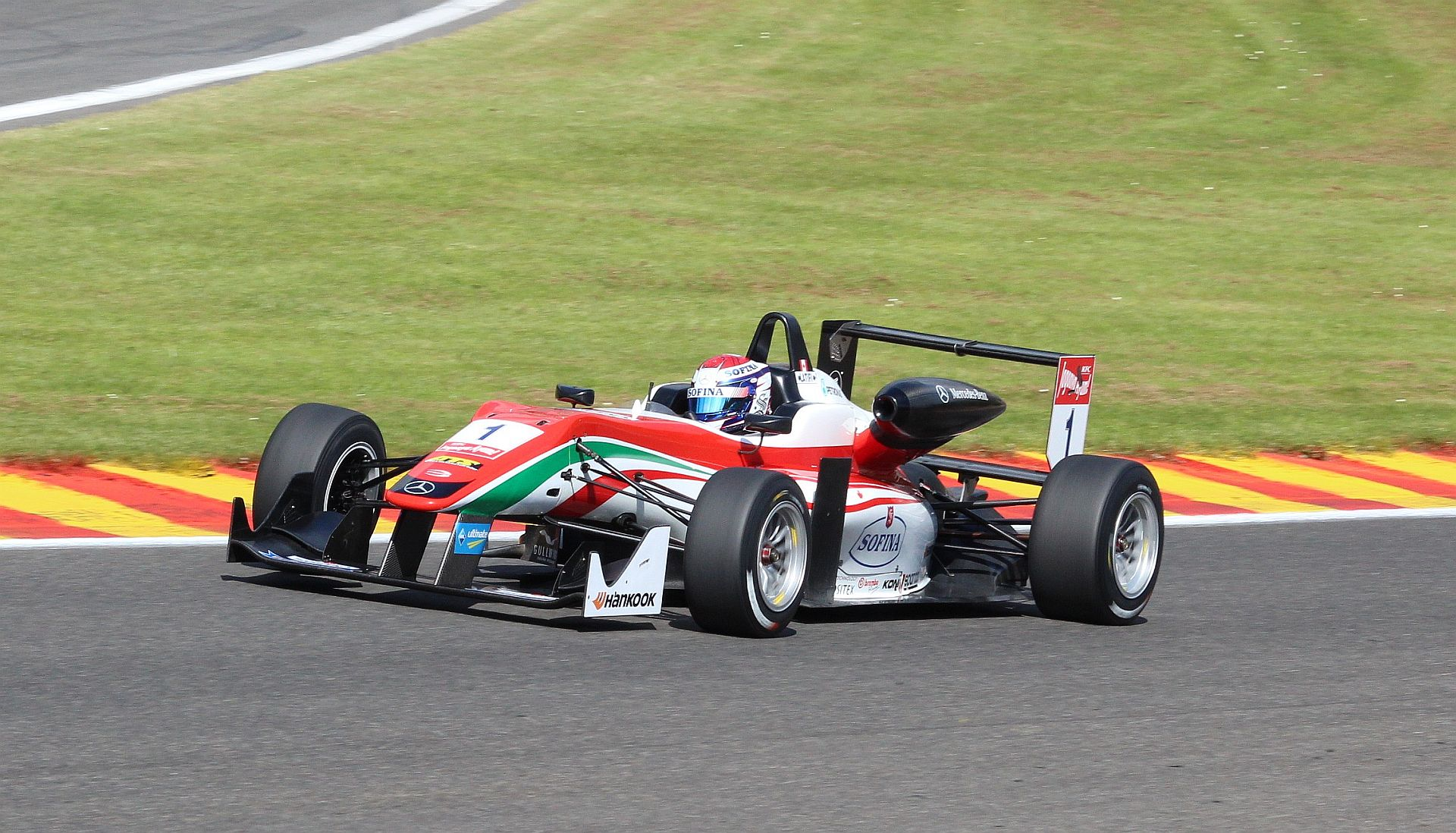
Nicholas Latifi in 2014

Nicholas Daniel Latifi (Montreal, 29 juni 1995) is een Canadees-Iraans autocoureur. Vanaf het seizoen 2020 tot en met 2022 is hij actief in de Formule 1, voor het Williams F1-team.

## Carrière

### 2009 - 2011
In 2009 begon Latifi zijn autosportcarrière in het karting, waar hij tot 2012 actief was. In dat jaar won hij de Rotax DD2-klasse van de Florida Winter Tour.

### 2012
In 2012 maakte Latifi de overstap naar het formuleracing, waar hij in de Formule 3 reed in het Italiaanse Formule 3-kampioenschap voor het team BVM. Het kampioenschap was gesplitst in een Europees en een Italiaans kampioenschap. In het Europese kampioenschap eindigde hij als zevende met een overwinning op Vallelunga. In het Italiaanse kampioenschap eindigde hij met diezelfde overwinning ook op de zevende plaats.

In 2012 nam Latifi ook deel aan twee van de zestien races van de Formule Skip Barber. Hierin behaalde hij één overwinning en eindigde hierdoor als 34e in het kampioenschap.

### 2013
In de winter van 2013 reed Latifi in de Toyota Racing Series in Nieuw-Zeeland voor het team Giles Motorsport. Met een zesde plaats op de Timaru International Motor Raceway als beste resultaat eindigde hij als negende in het kampioenschap met 503 punten.
In 2013 stapt Latifi over naar het nieuwe Europees Formule 3-kampioenschap, waar hij rijdt voor het team Carlin. Met twee vijfde plaatsen als beste resultaat eindigde hij als vijftiende in het kampioenschap met 45 punten. Tevens reed hij in het Britse Formule 3-kampioenschap voor Carlin, waar hij met één podiumplaats op Brands Hatch als vijfde in het kampioenschap eindigde met 97 punten.

### 2014
In 2014 reed Latifi op uitnodiging van de Ferrari Driver Academy in de Florida Winter Series, waar hij vier overwinningen behaalde. Vervolgens stapte hij in de Europese Formule 3 over naar het Prema Powerteam, waar hij in het eerste raceweekend op Silverstone zijn eerste podiumplaats behaalde. Dit bleef zijn enige podiumplaats van het jaar, waarmee hij tiende werd in het kampioenschap. Tevens maakte hij zijn debuut in de Formule Renault 3.5 Series in het zevende raceweekend op de Hungaroring bij het team Tech 1 Racing als vervanger van Alfonso Celis Jr. In het laatste raceweekend op het Circuito Permanente de Jerez behaalde hij met een tweede plaats achter Oliver Rowland zijn eerste podiumplaats, waarmee hij twintigste werd in het kampioenschap. Tijdens het laatste GP2-raceweekend op het Yas Marina Circuit mocht hij instappen bij Hilmer Motorsport als vervanger van Daniel Abt, die op dat moment in de Formule E reed.

### 2015
In 2015 maakte Latifi de fulltime overstap naar de Formule Renault 3.5, waarbij hij naast Egor Orudzhev ging rijden voor het team Arden Motorsport. Met twee vierde plaatsen op Spa-Francorchamps en de Red Bull Ring als beste resultaten werd hij elfde in het kampioenschap met 55 punten. Daarnaast keerde hij dat jaar tijdens het raceweekend op de Hungaroring terug in de GP2 bij het team MP Motorsport als vervanger van Oliver Rowland. Met een elfde plaats op het Bahrain International Circuit als beste resultaat eindigde hij puntloos op de 27e plaats.

### 2016
In 2016 reed Latifi zijn eerste volledige GP2-seizoen voor het team DAMS. In de eerste race van het seizoen op het Circuit de Barcelona-Catalunya behaalde hij direct zijn eerste podium met een tweede plaats achter Norman Nato, maar eindigde in de rest van het seizoen nog maar drie keer in de punten. Uiteindelijk eindigde hij als zestiende in de eindstand met 23 punten.

### 2017
In 2017 bleef Latifi actief voor DAMS in de GP2, dat de naam veranderd heeft naar Formule 2. Hij kende een succesvol seizoen waarin hij acht keer op het podium stond, waaronder een overwinning in de tweede race op Silverstone. Met 178 punten eindigde hij op de vijfde plaats in het klassement.

### 2018
In 2018 werd Latifi aangesteld als de officiële reservecoureur voor het Formule 1-team van Force India. Tijdens zijn thuisrace in de Grand Prix van Canada maakte hij zijn debuut tijdens een vrije training. Daarnaast bleef hij dat jaar actief in de Formule 2 voor DAMS. Hij behaalde slechts een overwinning op Spa-Francorchamps, in een reverse-grid sprintrace, en zakte naar de negende plaats in de eindstand met 91 punten.

### 2019
In 2019 reed Latifi opnieuw in de Formule 2 bij DAMS. Hij begon het seizoen sterk met drie overwinningen in de eerste vijf races op het Bahrain International Circuit, het Baku City Circuit en het Circuit de Barcelona-Catalunya. Hierna werden zijn resultaten minder en wist hij enkel op de Hungaroring nog te winnen. Met een raceweekend te gaan staat hij tweede in de tussenstand achter Nyck de Vries, die al bevestigd is als kampioen.
Op 28 november 2019 werd aangekondigd dat Latifi in 2020 bij Williams zijn debuut als Formule 1-coureur zou gaan maken.

### 2020
Latifi zou in 2020 onder een Amerikaanse licentie racen nadat de nationale sportautoriteit van Canada zijn mandaat bij de FIA had neergelegd, maar tijdens elke officiële erkenning tijdens raceweekends nog steeds als Canadees worden getoond.

### 2021
In 2021 rijdt Latifi wederom voor Williams. Hij behaalde dit jaar zijn eerste punten in de Formule 1, door in Hongarije 7de te eindigen. Een race later werd hij in de volledig verregende race van België negende. 

### 2022
In 2022 rijdt Latifi wederom voor het team Williams in de Formule 1. Dit zal zijn laatste seizoen voor Williams worden aangezien zijn contract niet wordt verlengd.

### 2023
In 2023 heeft Latifi geen contract getekend. Na een lange stilte maakte Latifi op 18 juli 2023 bekend voor nu zijn racecarrière achter zich te laten en te starten met de MBA-opleiding op de London Business School (LBS).

## Formule 1-carrière
| Jaar/Jaren  | Team                               |
| ----------- | ---------------------------------- |
| 2018        | Force India F1 Team (testcoureur)  |
| 2018        | Racing Point F1 Team (testcoureur) |
| 2019        | Williams Racing (testcoureur)      |
| 2020 - 2022 | Williams Racing                    |

|                       | 2020 | 2021 | 2022 | Totaal         |
| --------------------- | ---- | ---- | ---- | -------------- |
| Aantal races          | 17   | 22   | 22   | 61 (61 starts) |
| Aantal zeges          | 0    | 0    | 0    | 0              |
| Aantal pole-positions | 0    | 0    | 0    | 0}             |
| Aantal snelste rondes | 0    | 0    | 0    | 0              |
| Aantal podiumplaatsen | 0    | 0    | 0    | 0              |
| Aantal WK-punten      | 0    | 7    | 2    | 9              |
| Positie WK            | 21   | 17   | 20   |                |

### Formule 1-resultaten
| Kleur  | Resultaat                       |
| ------ | ------------------------------- |
| Goud   | Winnaar                         |
| Zilver | Tweede plaats                   |
| Brons  | Derde plaats                    |
| Groen  | Gefinisht (punten behaald)      |
| Blauw  | Gefinisht (geen punten behaald) |
| Blauw  | Niet geklasseerd (NC)           |
| Paars  | Uitgevallen (DNF)               |
| Rood   | Niet gekwalificeerd (DNQ)       |

| Kleur  | Resultaat                              |
| ------ | -------------------------------------- |
| Zwart  | Gediskwalificeerd (DSQ)                |
| Wit    | Niet gestart (DNS)                     |
| Blanco | Gewond (INJ)                           |
| Blanco | Uitgesloten (EX)                       |
| Blanco | Teruggetrokken (WD) / Niet deelgenomen |
| P      | Poleposition                           |
| S      | Snelste ronde                          |

| Jaar | Inschrijving                     | Chassis           | Motor                                 | 1       | 2       | 3      | 4      | 5      | 6      | 7      | 8      | 9       | 10     | 11      | 12      | 13     | 14      | 15      | 16      | 17      | 18     | 19     | 20      | 21     | 22      | Pos | Punten |
| ---- | -------------------------------- | ----------------- | ------------------------------------- | ------- | ------- | ------ | ------ | ------ | ------ | ------ | ------ | ------- | ------ | ------- | ------- | ------ | ------- | ------- | ------- | ------- | ------ | ------ | ------- | ------ | ------- | --- | ------ |
| 2018 | Sahara Force India F1 Team       | Force India VJM11 | Mercedes M09 EQ Power+ V6             | AUS 0   | BHR 0   | CHN 0  | AZE 0  | SPA 0  | MON 0  | CAN TC | FRA 0  | OOS 0   | GBR 0  | DUI TC  | HON 0   | BEL 0  | ITA 0   | SIN 0   |         |         |        |        |         |        |         | -   | -      |
| 2018 | Racing Point Force India F1 Team | Force India VJM11 | Mercedes M09 EQ Power+ V6             |         |         |        |        |        |        |        |        |         |        |         |         |        |         |         | RUS TC  | JPN 0   | VST 0  | MEX TC | BRA TC  | ABU TC |         | -   | -      |
| 2019 | ROKiT Williams Racing            | Williams FW42     | Mercedes-AMG F1 M10 EQ Power+ V6      | AUS 0   | BHR 0   | CHN 0  | AZE 0  | SPA 0  | MON 0  | CAN TC | FRA TC | OOS 0   | GBR 0  | DUI 0   | HON 0   | BEL TC | ITA 0   | SIN 0   | RUS 0   | JPN 0   | MEX TC | VST TC | BRA TC  | ABU 0  |         | -   | -      |
| 2020 | Williams Racing                  | Williams FW43     | Mercedes-AMG F1 M11 EQ Performance V6 | OOS 11  | STI 17  | HON 19 | GBR 15 | 70J 19 | SPA 18 | BEL 16 | ITA 11 | TOS DNF | RUS 16 | EIF 14  | POR 18  | EMI 11 | TUR DNF | BHR 14  | SAK DNF | ABU 17  |        |        |         |        |         | 21  | 0      |
| 2021 | Williams Racing                  | Williams FW43B    | Mercedes-AMG F1 M12 E Performance V6  | BHR 18† | EMI DNF | POR 18 | SPA 16 | MON 15 | AZE 16 | FRA 18 | STI 17 | OOS 15  | GBR 14 | HON 7   | BEL 9 ‡ | NED 16 | ITA 11  | RUS 19† | TUR 17  | VST 15  | MXS 17 | SAP 16 | QAT DNF | SAR 12 | ABU DNF | 17  | 7      |
| 2022 | Williams Racing                  | Williams FW44     | Mercedes-AMG F1 M13 E Performance     | BHR 16  | SAR DNF | AUS 16 | EMI 16 | MIA 14 | SPA 16 | MON 15 | AZE 15 | CAN 16  | GBR 12 | OOS DNF | FRA DNF | HON 18 | BEL 18  | NED 18  | ITA 15  | SIN DNF | JPN 9  | VST 17 | MXS 18  | SAP 16 | ABU 19† | 20  | 2      |
| Jaar | Inschrijving                     | Chassis           | Motor                                 | 1       | 2       | 3      | 4      | 5      | 6      | 7      | 8      | 9       | 10     | 11      | 12      | 13     | 14      | 15      | 16      | 17      | 18     | 19     | 20      | 21     | 22      | Pos | Punten |

- † Uitgevallen maar wel geklasseerd omdat er meer dan 90% van de race-afstand werd afgelegd.
- ‡ Halve punten werden toegekend tijdens de GP van België 2021 omdat er minder dan 75% van de wedstrijd was afgelegd door hevige regenval.